# Gorizont
Gorizont (russisk: Горизонт) er en sovjetisk spillefilm fra 1961 af Iosif Chejfits.

## Medvirkende
- Jurij Tolubejev som Andrej Ivanovitj Golovanov
- Boris Tjirkov som Likhobaba
- Aleksandr Safonov som Sergej Novoskoltsev
- Svetlana Melkova som Rimma
- Ljudmila Dolgorukova som Masja